# Бєляєв Павло Іванович
Бєляєв Павло Іванович (рос. Беляев Павел Иванович; *26 червня 1925 — †10 січня 1970) — радянський космонавт першого набору ВПС.

## Біографія
Народився 26 червня 1925 року в селі Челіщєво Рослятинського району Вологодської області РРФСР.
З вересня 1932 по червень 1938 року вчився в Миньковській неповній середній школі Леденського району Вологодської області.
В червні 1942 року закінчив 10 класів середньої школи № 1 імені М.Горького в місті Каменськ-Уральський Свердловської області. З червня 1942 по травень 1943 року працював спочатку токарем, а потім приймальником готової продукції заводу № 105 в місті Каменськ-Уральський Свердловської області.
1943 року добровільно пішов до армії і був спрямований на льотну підготовку. З 20 травня 1943 по 2 липня 1944 року пройшов підготовку курсанта 3-ї школи льотчиків ВПС ВМФ в місті Сарапул.
1945 року закінчив 12-е Військово-морське ордена Леніна авіаційне училище (ВМАУ) імені Й.Сталіна і отримав кваліфікацію «військовий льотчик».
З 22 червня 1945 року служив льотчиком в 38-му гвардійському винищувальному авіаполку (ГВАП) 12-ї штурмової авіаційної дивізії (ШАД) Тихоокеанського флоту (ТОФ). З 9 серпня по 3 вересня 1945 року учасник радянсько-японської війни в складі 3-ї авіаційної ескадрильї (АЕ) 19-го ГВАП ВПС ТОФ. З 5 листопада 1945 року служив льотчиком 2-го навчального авіаційного полку (НАП) ВПС ТОФ. З 26 грудня 1945 року служив льотчиком 19-го ГВАП ВПС ТОФ. З 16 квітня 1946 року служив льотчиком 3-ї АЕ 19-го ГВАП ВПС ТОФ (12 травня 1948 року 19-й ГВАП перейменовано у 88-й ГВАП). З 19 серпня 1950 року служив старшим льотчиком 3-ї АЕ 88-го ГВАП ВПС 5-го ВМФ. З 11 травня 1953 року служив заступником командира ескадрильї по політчастині 88-го ГВАП 165-ї ВАД (1 квітня 1955 року перейменована у 861-шу ВАД, 25 травня 1955 року в 154-ту ВАД) ТОФ. З 24 листопада 1955 року служив заступником командира ескадрильї, командиром ланки 88-го ГВАП 154-ї ВАД ВПС Червонопрапорного ТОФ. 1959 року закінчив командний факультет Червонопрапорної військово-повітряної академії в Моніно. З 18 листопада 1959 року служив командиром ескадрильї 661-го ВАП 4-ї ВАД ВПС Чорноморського флоту (ЧФ). З 29 грудня 1959 року до зарахування в загін космонавтів служив командиром ескадрильї 241-го ГВАП 4-ї ВАД ВПС ЧФ.
28 квітня 1960 року наказом Головкома ВПС № 540 зарахований слухачем-космонавтом ЦПК ВПС (з 6 березня 1961 року — слухач загону слухачів відділу космонавтів ЦПК ВПС). З березня 1960 по квітень 1961 року пройшов загальнокосмічну підготовку (ЗКП) і 3 квітня 1961 року успішно здав випускні екзамени. 4 квітня 1961 року зарахований космонавтом ЦПК ВПС.
19 серпня 1961 року приземляючись після парашутного стрибка зламав ліву ногу, тому до 30 серпня 1962 року відсторонений від підготовки.
З 16 січня 1963 року космонавт загону космонавтів.
З 15 серпня 1964 по 25 лютого 1965 року готувався до польоту командиром основного екіпажу КК «Восход-2» разом з Олексієм Леоновим. Під час підготовки виконав 12 тренувальних польотів на Ту-104 з макетом корабля ЗКД і 6 польотів на Іл-14.
З 18 по 19 березня 1965 року здійснив космічний політ командиром КК «Восход-2» разом з Олексієм Леоновим, який під час польоту здійснив перший у світі вихід у відкритий космос.
Політ тривав 1 добу 02 години 02 хвилин 17 секунд.
При поверненні на Землю через відмову системи автоматичного управління (відхилення в роботі системи орієнтації корабля на Сонце) Павло Бєляєв здійснив ручне управління посадкою, яка відбулась в незапланованому місці за 180 км від міста Перм. Екіпаж виявили через чотири години після посадки в тайзі між селами Сороковая і Щучіно, але через глибокий сніг евакуювали з місця посадки лише через дві доби.
14 березня 1966 року призначений інструктором-космонавтом 1-го загону 1-го НДІ ЦПК.
З 2 вересня 1966 по 18 січня 1967 року проходив підготовку за програмою «Алмаз» у складі групи космонавтів, 7 вересня 1966 року призначений командиром групи. З 18 січня по 25 березня 1967 року проходив підготовку за програмою обльоту Місяця на КК Л-1 в складі групи. 25 березня 1967 року відсторонений від підготовки за станом здоров'я і замінений Валерієм Волошиним.
З 22 грудня 1967 року начальник 3-го відділу.
З 21 березня 1969 року начальник 1-го управління, старший інструктор-космонавт 1-го НДІ ЦПК.
Помер 10 січня 1970 року від інтоксикації організму через гнійний перитоніт. Похований на Новодівичому кладовищі в Москві.
| - Вшанування космонавтів П. І. Бєляєва і А. А. Леонова у Вологді (1965 р.) | - П.І.Беляев у Києві - Фото А.Т.Бормотова |

### Військові звання
Молодший лейтенант (16.07.1945).
Лейтенант (13.05.1947).
Старший лейтенант (21.08.1950).
Капітан (29.04.1954).
Майор (18.11.1959).
Підполковник (23.05.1962).
Полковник (18.03.1965).

### Почесні звання
Герой Радянського Союзу (23 березня 1965 року).
Льотчик-космонавт СРСР (23 березня 1965 року).
Герой Соціалістичної Праці НРБ (1965 рік).

### Класність
Військовий льотчик 2-го класу (03.03.1955).
Військовий льотчик 1-го класу (18.03.1965).
Космонавт 3-го класу (20.03.1965).
Освоїв літаки У-2 (По-2), Ут-2, Як-7Б, Як-9, Як-11, Ла-11, МіГ-15 і МіГ-17, загальний наліт понад 500 годин.

## Нагороди
Медаль «Золота Зірка» Героя Радянського Союзу і орден Леніна (23 березня 1965 року), орден Червоної Зірки (17 червня 1961), медаль «За бойові заслуги» (11 листопада 1953), медаль «За перемогу над Німеччиною» (9 травня 1945), медаль «За перемогу над Японією» (30 вересня 1945), медаль «За доблесну працю в Велику Вітчизняну війну» (25 травня 1965), медаль «За освоєння цілинних земель» (19 березня 1965) і шість ювілейних медалей.
Медаль «Золота Зірка» Героя Соціалістичної Праці НРБ і орден Георгія Димитрова (1965, НРБ), медаль «Золотая Зірка» Героя Праці ДРВ (1965), медаль "Золотая Зірка Героя МНР і орден Сухе-Батора (1967, МНР), орден Карла Маркса (НДР, 1965), орден Сирійської Арабської Республіки з діамантом.

## Пам'ять
Його іменем названо кратер на Місяці, малу планету сонячної системи 2030 Бєляєв (1978 року) і науково-дослідницьке судно Академії наук СРСР (РАН).
Ім'я космонавта увічнено у скульптурі «Полеглий астронавт» на Місяці (1971).
Колишня вулиця Космонавта Бєляєва у Миколаєві. 26 липня 2024 року вулицю перейменовано на вулицю Анатолія Ліхтарчука.
Вулиця Бєляєва у Богодухові, Кропивницькому, Костополі, Новому Бузі.
Провулок Космонавта Бєляєва у Миколаєві.
У місті Коростень вулицю Бєляєва перейменовано на вулицю Федора Козубовського.